# (777) Gutemberga
(777) Gutemberga – planetoida należąca do zewnętrznej części pasa głównego asteroid okrążająca Słońce w ciągu 5 lat i 294 dni w średniej odległości 3,23 au. Została odkryta 24 stycznia 1914 roku w Landessternwarte Heidelberg-Königstuhl w Heidelbergu przez Franza Kaisera. Nazwa pochodzi od Jana Gutenberga (ok. 1400–1468), wynalazcy przemysłowej metody druku. Przed jej nadaniem planetoida nosiła oznaczenie tymczasowe (777) 1914 TZ.